# Kotjärnen (Degerfors socken, Västerbotten, 713733-168954)
Kotjärnen är en sjö i Vindelns kommun i Västerbotten och ingår i Umeälvens huvudavrinningsområde.